# Rantanplan

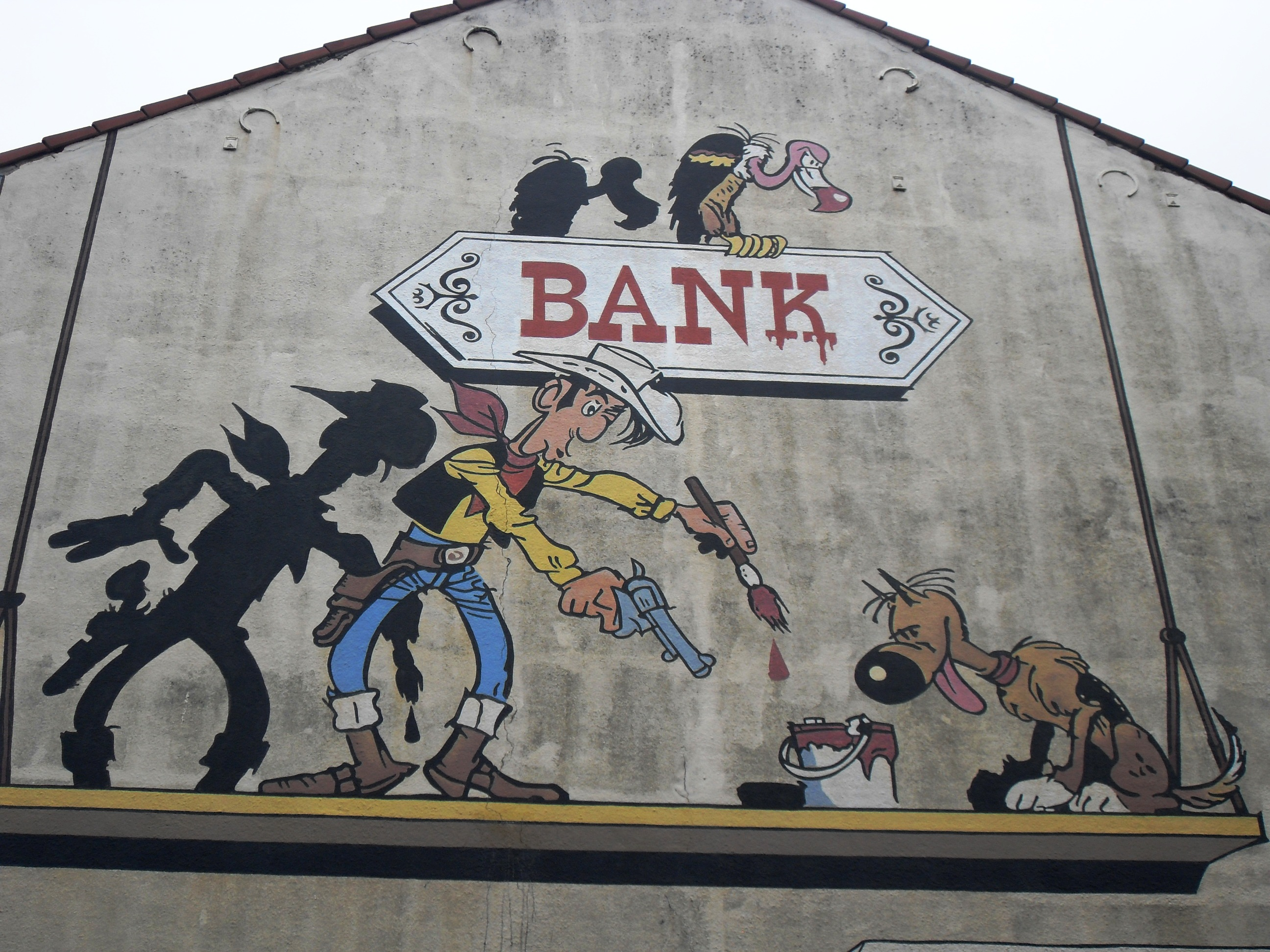
Lucky Luke und der Hund Rantanplan auf einer Hausmauer in Brüssel

Rantanplan ist ein 1960 erstmals in Lucky Luke auftauchender Gefängnishund, der 1985 selbst Titelheld einer eigenen frankobelgischen Comicserie wurde.
René Goscinny führte den Wachhund auf Anregung von Morris als Parodie auf Rin Tin Tin in Lucky Luke ein. Fortan tauchte er in den meisten Episoden der Daltons auf.
Aufgrund der Popularität von Rantanplan begannen 1985 Xavier Fauche und Jean Léturgie Comicstrips zu schreiben, die von Michel Janvier gezeichnet wurden und in der französischsprachigen Presse erschienen. Ihre erste albenlange Geschichte kam 1987 in Pif heraus. An diesem Album zeichnete auch Frederik Garcia mit. Den Band Das Kamel schrieben Xavier Fauche und Éric Adam. Der Zeichner Vittorio Leonardo und der Texter Bob de Groot ersetzten 1993 das bisherige Team bei der Gagreihe und waren für die Alben Die Genies, Die große Reise und Die Schöne und die Bestie verantwortlich. Achdé, der Morris als Zeichner von Lucky Luke ablöste, zeichnete acht Einzeiler und eine Kurzgeschichte, die 2003 in der Sommer- und 2004 in der Weihnachtsausgabe von Pilote veröffentlicht wurden.
Dargaud startete 1987 die Albenausgabe, die später von Lucky Productions und Lucky Comics weitergeführt wurde. Die Gags erschienen in der Serie unter dem Titel Bêtisier. Mit der Ausräumung rechtlicher Probleme gelang 2008 die Weiterführung der Reihe mit den noch nicht in Albenform veröffentlichten Comicstrips. In Carré d’os kam es zu einer Überschneidung mit Bêtisier 1. Im Gegensatz zur französischsprachigen Originalreihe wurden im deutschsprachigen Raum die Strips im Querformat herausgebracht. Ehapa gab deshalb die zehn albenlangen Abenteuer getrennt zur Gagreihe heraus.

## Handlung
Wie schon in Lucky Luke ist Rantanplan ein Wachhund in einem Staatsgefängnis. Statt sich seiner eigentlichen Hauptaufgabe zu widmen, geht er lieber seiner Lieblingsbeschäftigung, dem Fressen und Schlafen, nach. Leidtragender ist der Gefängniskoch Pawlow, der einerseits Rantanplan aus allen möglichen Schwierigkeiten retten muss und andererseits regelmäßig vom Gefängnisdirektor zurechtgewiesen wird, wenn dieser nach einer unangekündigten Inspektion nicht befördert wird.

## Hauptpersonen
Rantanplan
Der einfältige Wachhund Rantanplan denkt immer nur ans Fressen (Pawlow wird auf dem Dach als Geisel genommen "Los, befrei Pawlow, Rantanplan!" "So was, das Futter ist auf dem Dach! Das ist neu!"). Außerdem ist seine Treffsicherheit beim Springen gleich null ("zu hoch", "zu tief").
Herr Direktor
Der Direktor hat es nicht leicht, vor allem, wenn der Inspekteur kommt. Dann kann es schon mal vorkommen, dass der Direktor in Ohnmacht fällt. Auch mit seiner Beförderung hat er meist wegen Rantanplan kein Glück.
Pawlow
Pawlow ist Koch und damit bester Freund und Herrchen von Rantanplan. Er wird auch immer beauftragt, wenn es um Rantanplan geht (sei es mit ins Fort gehen, wenn Rantanplan Maskottchen wird, Rantanplan suchen gehen, weil er weggelaufen ist oder das Lösegeld für den als Geisel genommenen Rantanplan zahlen).
Der Inspekteur
Der Inspekteur ist bekannt für seine Überraschungsinspektionen, die nicht immer überraschend sind ("Wie jeden ersten Montag im Monat erwarten wir Ihre Visite bereits!"). Doch wenn es darauf ankommt (ein Zirkuszelt ist im Gefängnis oder Rantanplan wurde als Geisel genommen) kommt er unerwartet.
Tricky Jack
Am häufigsten bricht wahrscheinlich Tricky Jack aus – meistens durch den "Tunneltrick" – doch durch Zufall wird er immer von Rantanplan geschnappt, wenn dieser z. B. einen Knochen sucht, sich im Busch verstecken will oder Jack mit Lucky Luke verwechselt.
Gangway
Gangway ist Wärter im Gefängnis und meistens an der Seite des Direktors. Wie jedem anderen, macht Rantanplan auch ihm manchmal Sorgen (Er hat Gangways Geld mit Blätterteig verwechselt und gegessen).

## Albenausgaben

### Rantanplan in Lucky Luke
- Den Daltons auf der Spur (1960)
- Die Daltons im Blizzard (1962)
- Die Daltons auf dem Kriegspfad (1962)
- Die Daltons bewähren sich (1963–1964)
- Tortillas für die Daltons (1966)
- Dalton City (1968)
- Ma Dalton (1971)
- Die Erbschaft von Rantanplan (1973)
- Die Daltons und der Psycho-Doc (1975)
- Gedächtnisschwund (1991)
- Marcel Dalton (1998)
- Der Prophet (2000)
- Eine Wildwest Legende (2002)
- Schikane in Quebec (2004)
- Die Daltons in der Schlinge (2006)
- Rantanplans Arche (2022)

### Rantanplan als eigene Serie
- Das Maskottchen (1987)
- Der Pate (1988)
- Die Geisel (1992)
- Der Clown (1993)
- Der Flüchtling (1994)
- Der Bote (1995)
- Die Genies (1996)
- Das Kamel (1997)
- Die große Reise (1998)
- Die Schöne und die Bestie (2000)

### Rantanplan als Comicstrip
- Bêtisier 1 (1993)
- Bêtisier 2 (1993)
- Bêtisier 3 (1995) - Hundeleben (2006, 2024)
- Bêtisier 4 (1998) - Hundstage (2006, 2025)
- Bêtisier 5 (2000) - Hundekuchen (2007, 2024)
- Le Noël de Rantanplan (2001) - Hundeblick (2007, 2025)
- Sur le pied de guerre (2008)
- Chien d’arrêt (2009)
- Morts de rire (2010)
- Carré d’os (2011)